# Galathea intermedia
Galathea intermedia är en kräftdjursart som beskrevs av Liljeborg 1851. Galathea intermedia ingår i släktet Galathea, och familjen trollhumrar. Arten är reproducerande i Sverige. Inga underarter finns listade i Catalogue of Life.

## Bildgalleri

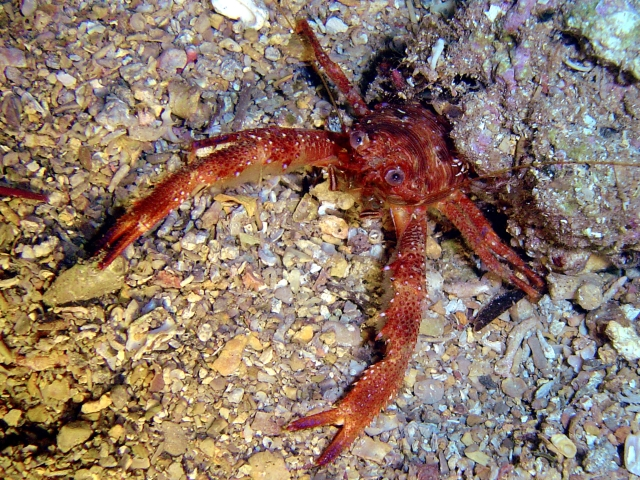